# Concurs Internacional de Gossos d'Atura de Castellar de n'Hug
El concurs Internacional de Gossos d'Atura de Castellar de n'Hug se celebra des de l'any 1962. La competició se celebra anualment cada últim diumenge d'agost, al paratge Prat del Castell.
Està organitzada per la Federació de Concursos de Gossos d'Atura dels Països Catalans i requereix que el pastor vesteixi la indumentària tradicional i pròpia de cada lloc de procedència.
El guanyador del concurs participarà en d'altres a Andorra, França, Holanda o Suïssa. Aquest concurs forma part del Campionat de Concursos de Gossos d'Atura dels Països Catalans.

## Proves
El concurs que es fa a Castellar de N'Hug es divideix en dues proves, a la primera que actuen tots els gossos inscrits, i a la segona només els millors classificats.
- La primera prova es divideix en tres parts :
  - La primera pretén valorar l'obediència del gos; el pastor l'ha d'enviar cap al carreró marcat amb banderoles, fent-lo passar sense que se’n deixi cap; hi ha de passar en 2 ocasions.
  - La segona part comença havent fet el recorregut en la qual el gos haurà d'entrar amb suavitat les ovelles, conduir-les i mantenir-les parades uns segons dins el cercle assenyalat davant del pastor.
  - La tercera part comença un cop el jurat aprova la 2a part, que consisteix a fer passar el ramat pel portell assenyalat.

- En la segona prova participaran els gossos millor qualificats a la 1a, i a l'ordre del director del concurs, el gos anirà a buscar el ramat. Un cop arreplegades les ovelles, intentarà fer-les entrar dintre el pletiu. Un cop dintre, i a un senyal del director del concurs, les haurà de fer sortir.

La mesa del jurat està composta per veterinaris i organitzadors tècnics de diversos punts del país, així com de França i Andorra.

## Historial
Els guanyadors de les diverses edicions del concurs han estat :
| Edició  | Data       | Gos      | Pastor                   | Procedència              |
| ------- | ---------- | -------- | ------------------------ | ------------------------ |
| I       | 22/07/1962 | Greco    | Vicente Urcelay Altube   | Oñati, Guipúscoa         |
| II      | 23/07/1963 | Murillo  | Salvador Juncà Armengou  | Castellar de n'Hug       |
| III     | 24/08/1964 | Greco    | Vicente Urcelay Altube   | Oñati, Guipúscoa         |
| IV      | 28/08/1966 | Pardo    | Josep Vilalta Orriols    | Castellar de n'Hug       |
| V       | 03/09/1967 | Murilla  | Josep Gutierrez Torralbo | Vilafranca del Penedès   |
| VI      | 15/09/1968 | Murilla  | Josep Gutierrez Torralbo | Vilafranca del Penedès   |
| VII     | 31/08/1969 | Líde     | José Luis Jayo           | Mañaria, Biscaia         |
| VIII    | 30/08/1970 | Murilla  | Josep Gutierrez Torralbo | Vilafranca del Penedès   |
| IX      | 29/08/1971 | Canel    | Miguel Arregui           | Oñati, Guipúscoa         |
| X       | 27/08/1972 | Moro     | José Mills               | Esparreguera             |
| XI      | 26/08/1973 | Sol      | Angel Aranzadi           | Ezkio-Itsaso, Guipúscoa  |
| XII     | 18/08/1974 | Lista    | Pedro Mifi Ansa          | Arano, Navarra           |
| XIII    | 31/08/1975 | Mastin   | Jesus Etxebarria         | Zeanuri, Biscaia         |
| XIV     | 29/08/1976 | Xoc      | Jaume Muntada Casals     | Pardines                 |
| XV      | 28/08/1977 | Coral    | José Luis Ugarriza       | Markina-Xemein, Àlaba    |
| XVI     | 20/08/1978 | Shadow   | Jordi Muxach Pagès       | L'Estartit               |
| XVII    | 26/08/1979 | Xaloc    | Josep Genis Terrados     | Vilabertran              |
| XVIII   | 31/08/1980 | Shadow   | Jordi Muxach Pagès       | L'Estartit               |
| XIX     | 30/08/1981 | Xeric    | Pere Ambròs Balart       | Sant Vicenç de Castellet |
| XX      | 29/08/1982 | Fucsia   | Jordi Muxach Pagès       | L'Estartit               |
| XXI     | 28/08/1983 | Pastor   | José Antonio Arrillaga   | Eibar, Guipúscoa         |
| XXII    | 26/08/1984 | Xoli     | José Urien Camp          | Abadiño, Biscaia         |
| XXIII   | 25/08/1985 | Loca     | Grofort Vicent           | Laecht, Arieja           |
| XXIV    | 31/08/1986 | Pastor   | José Antonio Arrillaga   | Eibar, Guipúscoa         |
| XXV     | 30/08/1987 | Pastor   | José Antonio Arrillaga   | Eibar, Guipúscoa         |
| XXVI    | 28/08/1988 | Dic      | Eric Humbert             | Sallagosa, França        |
| XXVII   | 27/08/1989 | Bizcor   | Vicente Urquijo Perea    | Llodio, Àlaba            |
| XXVIII  | 26/08/1990 | Txati    | José Antonio Arrillaga   | Eibar, Guipúscoa         |
| XIX     | 25/08/1991 | Perla    | La Coste Bernard         | Bearn, França            |
| XXX     | 30/08/1992 | Blanc    | Josep Armengou Casals    | Castellar de n'Hug       |
| XXXI    | 29/08/1993 | Coloma   | Jordi Muxach Pagès       | L'Estartit               |
| XXXII   | 28/08/1994 | Coloma   | Jordi Muxach Pagès       | L'Estartit               |
| XXXIII  | 27/08/1995 | Mendi    | Jesús Mari Plazaola      | Mondragón, Guipúscoa     |
| XXXIV   | 25/08/1996 | Cuca     | Llorenç Castellarnau     | Àreu                     |
| XXXV    | 31/08/1997 | Coloma   | Jordi Muxach Pagès       | L'Estartit               |
| XXXVI   | 30/08/1998 | Mendi    | Mikel Garallar           | Oiartzun, Guipúscoa      |
| XXXVII  | 29/08/1999 | Tremenda | Hilari Novillo Manzanero | Santpedor                |
| XXXVIII | 27/08/2000 | Perla    | Norbert Mialhe           | Burg del Bearn, França   |
| XXXIX   | 26/08/2001 | Sit      | Jordi Muxach Pagès       | L'Estartit               |
| XL      | 25/08/2002 | Perla    | Josep Armengou Casals    | Castellar de n'Hug       |
| XLI     | 31/08/2003 | Perla    | Josep Armengou Casals    | Castellar de n'Hug       |
| XLII    | 29/08/2004 | Una      | Armand Flaujat           | Bellver de Cerdanya      |
| XLIII   | 28/08/2005 | iki      | Enrique Mendiguren       | Abadiño, Biscaia         |
| XLIV    | 27/08/2006 | Espurna  | Juli Bayot               | Ares del Maestrat        |
| XLV     | 26/08/2007 | Daria    | Jordi Muxach Pagès       | L'Estartit               |
| XLVI    | 31/08/2008 | Kiss     | Jordi Muxach Pagès       | L'Estartit               |
| XLVII   | 30/08/2009 | Nuca     | José Maria Pleguezuelos  | La Canonja               |
| XLVIII  | 29/08/2010 | Boira    | Josep Armengou Casals    | Castellar de n'Hug       |
| XLIX    | 28/08/2011 | King     | José Maria Pleguezuelos  | La Canonja               |
| L       | 26/08/2012 | Witney   | Hilari Novillo           | Navàs                    |
| LI      | 25/08/2013 | Xispa    | Juli Bayot               | Ares del Maestrat        |
| LII     | 31/08/2014 | Gandalf  | Juli Bayot               | Ares del Maestrat        |
| LIII    | 30/08/2015 | Xusco    | Miquel Adrover           | Felanitx                 |
| LIV     | 28/08/2016 | Xusco    | Miquel Adrover           | Felanitx                 |
| LV      | 27/08/2017 | Witney   | Hilario Novillo          | Santpedor                |
| LVI     | 26/08/2018 | Xeco     | Miquel Adrover           | Felanitx                 |
| LVII    | 25/08/2019 | Gandalf  | Juli Bayot               | Ares del Maestrat        |
| LVIII   | 28/08/2022 | Beyon    | Hilario Novillo          | Santpedor                |

## Premis especials

### Premi al gos d'atura de característiques racials més pures
| Edició | Data       | Gos    | Raça        | Pastor         |
| ------ | ---------- | ------ | ----------- | -------------- |
| I      | 26/08/2012 | Pantxo | Gos d'atura | Juli Bayot     |
| II     | 25/08/2013 | Sweet  |             | Fidel Alonso   |
| III    | 31/08/2014 |        |             |                |
| IV     | 30/08/2015 | Bat    |             | Iñaki Plazaola |
| VII    | 26/08/2018 | Argui  |             | Miguel Arregui |

### Trofeu Celedonio García al pastor més endiumenjat
| Edició | Data       | Pastor            | Procedència      |
| ------ | ---------- | ----------------- | ---------------- |
| I      | 28/08/2011 | Josep Maria Bosch | Riumors          |
| II     | 26/08/2012 | Eloi Flaujat      | Bor, Cerdanya    |
| III    | 25/08/2013 | André Colobert    | Bretanya         |
| IV     | 31/08/2014 | Josep Maria Bosch | Riumors          |
| V      | 30/08/2015 | Hilari Novillo    | Santpedor, Bages |
| VIII   | 26/08/2018 | Hilari Novillo    | Santpedor, Bages |
| IX     | 25/08/2019 | Josep Maria Bosch | Riumors          |